# 6362 Tunis
6362 Tunis eller 1979 KO är en asteroid i huvudbältet som upptäcktes den 19 maj 1979 av den danske astronomen Richard West vid La Silla-observatoriet. Den är uppkallad efter Tunisiens huvudstad Tunis.
Asteroiden har en diameter på ungefär 2 kilometer.